# علي سعد محمود
علي سعد محمود؛ مواليد 17 يناير 1989 في العراق، هو لاعب كرة قدم عراقي يلعب لنادي أمانة بغداد كمهاجم.